# Cities: Skylines
Cities: Skylines est un jeu vidéo de gestion développé par Colossal Order et édité par Paradox Interactive et Tantalus Media sur Windows, Mac OS et Linux. Le jeu est sorti le 10 mars 2015 sur la plateforme Steam puis le 10 avril 2015 en version DVD.
L'objectif du joueur est de construire une ville en gérant les infrastructures publiques : routes, services publics, acheminement de l'eau et de l'électricité, etc. En tant que maire, il a un budget lui permettant d'investir dans ces constructions et doit également gérer la politique de sa ville pour satisfaire ses administrés et attirer les touristes.
Lors de son premier mois de commercialisation, le jeu a été vendu à plus d'un million d'exemplaires.
Le jeu possède dix extensions. La dernière en date, Plazas & Promenades, est sortie le 14 septembre 2022.
Le jeu est sorti sur Xbox One au printemps 2017 : pour l'occasion, Paradox Interactive avait annoncé une optimisation « efficace » à la manette. Le jeu est aussi sorti le 15 août 2017 sur PlayStation 4 et sur Nintendo Switch le 14 septembre 2018. Une adaptation en jeu de société est quant à elle sortie le 7 août 2020 chez IELLO.
Paradox Interactive annonce le 6 mars 2023 la sortie d'une suite, Cities: Skylines II, sortie le 24 octobre 2023.

## Système de jeu

### Généralités
Cities: Skylines est une simulation de construction et de gestion d'une ville. Le joueur doit placer les voies de communication (routes, rails, ports, aéroports), déterminer les différentes zones (résidentielles, commerciales, industrielles et de bureaux) et installer les services publics (eau, électricité, traitement des déchets, éducation, police, pompiers, transports en commun) en tenant compte de plusieurs paramètres comme le budget, l'emploi, la pollution, la santé de la population ou son bonheur.
Le placement des services publics et des zones doit être équilibré, de façon que les habitants puissent accéder de façon rapide à ces derniers. De la même façon, les services publics ont un rayon d'action limité, qui dépend de la taille des voies à proximité : un camion de pompier sera plus efficace à proximité d'un grand axe que dans un quartier résidentiel.
Le jeu permet une gestion économique au niveau global (taxes, impôts, budget alloué à chaque service public, etc.) mais également à un niveau local, par un système de quartiers où il est possible d'attribuer des taxes et réglementations particulières, afin de favoriser l'industrie, le résidentiel ou le tourisme par exemple,.

### Évolution de la ville
En dehors d'une bonne gestion financière, permettant au joueur de continuer d'étendre la ville, le nombre d'habitants est l'indicateur le plus important dans Cities: Skylines. Plusieurs paliers sont définis, débloquant de nouveaux services et de nouvelles zones. Ainsi, le joueur est limité au départ aux centrales à charbon et aux éoliennes. Une fois un certain nombre d'habitants atteint, il peut construire des centrales nucléaires ou des barrages hydroélectriques.
Le joueur dispose d'une zone carré de 2 km de côté au début et peut acheter huit zones supplémentaires dans une parcelle de 5 par 5 afin d'atteindre une ville de 36 km2. Ainsi, le joueur fait évoluer la ville à sa façon, pouvant suivre la rivière ou bien en allant s'enfoncer dans les montagnes.

### Communication avec les habitants
Le jeu possède un système de notifications sous forme de tweets, appelé Chirper, proposant au joueur des informations importantes sur sa ville ainsi que des messages des habitants. Via ce système, le joueur peut avoir l'opinion de ces citoyens sur les choix effectués. Si des bouchons se forment régulièrement dans un endroit de la ville, des messages peuvent par exemple conseiller au joueur de revoir les infrastructures routières de ce quartier. Il existe également plusieurs messages sans visée particulière mais qui permettent au joueur de voir l'activité de la ville : retour de vacances d'habitants, demandes d'entraide, etc.

## Développement
Colossal Order, un studio de développement finlandais, souhaite réaliser un projet plus large que leurs premiers jeux centrés sur le transport, Cities in Motion. L'idée de Cities: Skylines remonte à 2009, mais Paradox Interactive refuse de financer le développement, car l'éditeur estime ce marché bouché avec la franchise concurrente, SimCity. Après l'échec commercial du dernier opus de Maxis en 2013, qui a déçu de nombreux adeptes du genre pour ses limitations techniques, l'éditeur accepte le financement de Cities: Skylines et le studio de développement se met à recruter pour passer de huit à treize personnes,.
Un des objectifs du studio lors du développement est de permettre aux joueurs de simuler des villes allant jusqu'à un million d'habitants. Cette limite est utilisée pour simuler les déplacements urbains et ainsi montrer au joueur l'efficacité du réseau de transports de la ville créée. Le développement s'est énormément concentré sur la gestion des transports, afin de fournir aux joueurs un système réaliste mais ne provoquant pas de blocages pour les novices. Par exemple, les véhicules bloqués dans une intersection se téléporteront à leurs points d'origine afin de tenter de débloquer la situation.
Le jeu a été prévu dès le début pour intégrer le Steam Workshop pour que les joueurs puissent partager leurs cartes, bâtiments et structures routières. Avec Cities in Motion, Colossal Order a remarqué que les joueurs trouvaient des moyens d'étendre les possibilités de jeu via des mods sans pour autant dénaturer le jeu. Le studio souhaitaient encourager ce comportement dans leur nouveau jeu. Pour preuve, le workshop de Cities: Skylines reçoit en un mois plus de 20 000 éléments et mods créés par les joueurs, incluant un mode de vue à la première personne et un simulateur de vol. Le jeu utilise par ailleurs le moteur de jeu Unity.
Cities: Skylines est officiellement annoncé le 14 août 2014 à la Gamescom, alors que le jeu est encore en développement. L'éditeur tacle alors son concurrent, en annonçant la possibilité de « construire la ville de ses rêves », « faire ses mods et les partager » et enfin de « jouer hors ligne », trois critiques régulièrement faites sur le dernier SimCity,. En septembre 2014, Colossal Order estime la sortie du jeu au premier semestre 2015, et annonce que le studio continuera le développement après la sortie. Le 10 février 2015, le jeu est confirmé pour le mois suivant, le 10 mars 2015.
Une fois le jeu disponible, plusieurs correctifs sont publiés les semaines suivant la sortie. Le 19 mai 2015, la version 1.1 du jeu est proposée gratuitement aux possesseurs du jeu, ajoutant du contenu (dont plus de 70 bâtiments de style européen, 3 terrains de base et la possibilité de faire des tunnels) et plusieurs corrections de bugs.

### Extensions

#### After Dark
Le 10 août 2015, Colossal Order annonce officiellement la sortie de la première extension du jeu, nommée After Dark, le 24 septembre 2015. Cette extension ajoute principalement les cycles jour/nuit dans le jeu, influençant sur le comportement des citoyens et des structures. Ces éléments sont rendus disponible à tous les joueurs gratuitement. L'extension payante quant à elle intègre de nouveaux contenus dans la ville (prisons, taxis, pistes cyclables, etc.). Comme pour le développement initial du jeu, l'équipe poste régulièrement des messages sur son forum pour tenir compte de l'avancée du développement et ainsi donner un avant-goût de ce que proposera l'extension.

#### Snowfall
Une deuxième extension nommée Snowfall sort le 18 février 2016. Elle ajoute la possibilité de jouer dans un cadre hivernal ainsi que les tramways. Sur les cartes « hivernales », le joueur doit gérer de nouveaux éléments comme le chauffage ou encore le déneigement de voies de circulation.

#### Natural Disasters
À la Gamescom 2016, Paradox et Colossal Order annoncent une troisième extension baptisée Natural Disasters. Lancée le 29 novembre 2016, elle ajoute des catastrophes naturelles dans le jeu (des tremblements de terre, des orages, des tsunamis, des incendies de forêt, des tornades, des dolines et des chutes de météorites). Le jeu prévoit également de services d'alerte et de secours en cas de catastrophe.

#### Mass Transit
L'extension "Mass Transit", annoncée en février 2017 et sortie en mai 2017, ajoute au jeu de nouvelles options pour les transports en commun (ferrys, monorails, dirigeables).

#### Concerts
Le 17 août 2017, Colossal Order sort un nouveau DLC "Concerts" qui rajoute des festivals et accueillir des groupes de musique comme NESTOR, Elijha MOTi ou Lily La Roux (fictifs). Ce DLC a été mal accueilli et a eu beaucoup de critiques négatives pour son prix pour le peu de contenu.

#### Green Cities
Le 19 octobre 2017, Colossal Order a sorti un DLC "Green Cities". Elle apporte de nouvelles possibilités pour les joueurs de construire des cités écologiques et respectueuses de l'environnement. Elle ajoute 350 nouveaux éléments comme : de nouveaux bâtiments respectueux de l'environnement, des boutiques biologiques, des véhicules électriques et de nouveaux services conçus pour faire de la pollution "un lointain souvenir du passé." Les joueurs peuvent créer des villes plus diversifiées ou décider d'opter pour le tout écologique à mesure que leur population urbaine se développe. De nouveaux services et bâtiments en jeu font leur apparition aux côtés de révisions apportées sur les pollutions sonores et environnementales.

#### Parklife
Le DLC "Parklife" est une extension ludique, qui rend la ville plus vivante avec de nouveaux parcs d'attractions, réserves naturelles, parcs urbains et zoos, et donne une nouvelle vie aux terres vides avec des parcs et jardins personnalisés. Avec des montagnes russes, des terrains de camping, des parterres de fleurs, des fontaines et des flamants roses, Parklife ajoute de nouvelles façons de jouer à Cities: Skylines. Cette extension est sortie le 24 mai 2018.

#### Industries
Le DLC "Industries" est sorti le 23 octobre 2018, il s'agit de la septième grosse extension du jeu. Il approfondit la gestion des industries et ajoute de nouveaux services. Ainsi, des zones industrielles avec une spécification particulière (forestière, agricole, minière ou pétrolière) peuvent être crées, puis améliorées en fonction de leur productivité et des améliorations mises en place par le joueur. Enfin, un système de chaîne de production est intégré au jeu, celui-ci permet de placer des bâtiments produisant un certain type de ressources ou de marchandises.

#### Campus
Annoncée le 09 mai 2019, l'extension "Campus" permet au joueur une gestion approfondie des études des citoyens de sa ville. De nouvelles infrastructures, politiques et cartes sont, entre autres, ajoutées. Elle est sortie le 21 mai 2019.

#### Sunset Harbor
Annoncée le 19 mars 2020, l'extension "Sunset harbor" ajoute au jeu de nouvelles fonctionnalités se focalisant sur le bord de mer et les transports. L'ajout de l'industrie halieutique offre de nouvelles opportunités pour développer les côtes. De nouveaux pôles et systèmes de transports sont intégrés, comprenant notamment aéroports, trolleybus, hélicoptères ou encore bus inter-urbains. Ajout notable, la construction de rails de métro en surface est possible. Cinq nouvelles cartes sont ajoutées. Enfin, le système de traitement des eaux et de gestion des déchets a été revu pour être plus interactif. Sunset Harbor est sortie le 26 mars 2020.

#### Airports
Le DLC Airports est sorti le 25 janvier 2022, il s'agit de la neuvième grosse extension du jeu. Il approfondit la gestion des aéroports en lien avec industrie et tourisme. Les aéroports peuvent maintenant être créés manuellement, du dessin des pistes d'atterrissage à la construction des tours de contrôle.

#### Plazas & Promenades
Cette extension sortie le 14 septembre 2022 rajoute des rues piétonnes — qui n'existaient pas dans le jeu auparavant — ainsi que des nouvelles routes, des places et de nouveaux bâtiments spécialisés. Les joueurs peuvent maintenant créer des quartiers piétonnisés, approvisionnés en marchandises et courriers par des centres d'approvisionnement.

## Accueil

### Annonce du jeu
À l'annonce du jeu lors de la Gamescom, la presse le compare directement à son concurrent direct, SimCity de Maxis. Gamekult estime que le jeu souhaite « prendre la place de messie du city-builder laissée vacante par le dernier Maxis ». Les diverses références faites par les développeurs montrent en effet qu'ils souhaitent fournir un jeu n'ayant aucune des lacunes du dernier SimCity.
L'annonce du jeu est également l'occasion pour le studio Colossal Order de se faire connaître du public : alors composé de neuf personnes, les membres du studio donnent quelques interviews annonçant que la société recrute pour réaliser le jeu.

### Critique
Le jeu est globalement bien accueilli par la presse et répond aux attentes. Cities: Skylines obtient un score de 85/100 sur Metacritic et d'environ 86 % sur GameRankings,.
En évitant la comparaison avec son concurrent Simcity, la presse numérique recommande Cities: Skylines : Jeuxvideo.com qualifie le jeu d'« excellent city-builder » malgré « [son] pathfinding pas toujours impeccable [et] sa trop grande facilité ». De la même façon Gamekult évoque « le meilleur titre de gestion que l’on a vu ces dernières années », regrettant le manque d'aléatoire mais trouvant le jeu de très bonne facture, avec une interface et une prise en main bien pensées. Grâce aux mises à jour promises par Colossal Order, le jeu a, toujours selon Gamekult, « un maximum de cartes en main pour marquer durablement le genre ».
Brett Todd, journaliste pour GameSpot mais également maire de Prescott au Canada estime « qu'actuellement, il n'y a pas de meilleurs moyens [que Cities: Skylines] pour se mettre dans la peau d'un maire sans avoir à postuler dans la vie réelle ». Il apprécie le côté réaliste du jeu, qui pêchait dans le dernier Simcity, plutôt « fantastique » à son goût. Il note la souplesse du jeu, pouvant instaurer un niveau plus ou moins difficile, ou tout simplement jouer avec un budget infini. Il critique toutefois le manque de tutoriel pour commencer, bien qu'il y existe des notifications dans le jeu, afin de guider le joueur dans ses premières parties. Todd précise que le jeu est taillé pour être adaptable par la suite, mais que certains éléments, tel que les cycles jour/nuit ou les événements climatiques manquent pour avoir une meilleure immersion. Ces éléments seront par ailleurs ajoutés dans les mois qui suivent via des DLC gratuits. Enfin, sa plus grosse critique est envers la gestion du trafic, où il est difficile de juger si les problèmes de congestion sont dus à un mauvais système routier ou à la mauvaise gestion du pathfinding.

### Ventes
Cities: Skylines a été vendu à 250 000 exemplaires pendant ses 24 premières heures de commercialisation, ce qui a constitué un record pour son éditeur Paradox Interactive. Moins d'une semaine après sa sortie, le 16 mars 2015, le jeu passe la barre des 500 000 exemplaires vendus,. Le 14 avril 2015 soit un mois environ après son lancement, le chiffre d'un million d'exemplaires est atteint au niveau mondial. Après un an de commercialisation, en mars 2016, l'éditeur annonce deux millions de ventes et profite de l'événement pour dévoiler un DLC gratuit, apportant de nouvelles options de constructions. 4 ans après sa sortie, le 10 mars 2019, l'éditeur annonce que plus de 6 millions d'exemplaires ont été vendus.
Le 22 juin 2022, Colossal Order annonce que les 12 millions de ventes sont atteintes. Dans une vidéo fêtant les 8 ans du jeu, le 10 mars 2023, les développeurs révèlent qu'il y aurait plus de 26,2 millions de joueurs, ayant créé un total de 165 millions de villes et ayant cumulé plus d'un milliard d'heures de jeu.